# Rinegg
Rinegg  är en ort i kommunen Ranten i distriktet Murau i förbundslandet Steiermark i Österrike. Rinegg var tidigare en självständig kommun, men blev den 1 januari 2015 en del av kommunen Ranten.